# Ballaugh
Ballaugh è una parrocchia dell'Isola di Man situata nello sheading di Michael con 1.042 abitanti (censimento 2011).
È ubicato nella parte nord-occidentale dell'isola e l'unico centro abitato è il villaggio omonimo.
L'attività economica principale è l'agricoltura.